# Wheatstoneův můstek

Wheatstoneův můstek.

Wheatstoneův můstek je obvod používaný pro měření odporu a malých změn odporu. Můstek vynalezl roku 1833 britský vědec a matematik Samuel Hunter Christie (1784-1865), ale zdokonalil jej a popularizoval až roku 1843 britský fyzik a vynálezce Sir Charles Wheatstone (1802–1875).

## Zakreslení
Můstek se obvykle zakresluje způsobem zobrazeným v obrázku. Skládá se ze dvou větví (větev {\displaystyle R_{1}}, {\displaystyle R_{2}} a větev {\displaystyle R_{3}}, {\displaystyle R_{x}}) připojených na stejnosměrný napájecí zdroj. Větve se chovají jako děliče napětí. Zjednodušenou úvahou (pro případ odpojeného měřidla VG) snadno dojdeme k závěru, že pokud je napětí mezi body D a B nulové (vyvážený můstek), musí platit:
{\displaystyle {\frac {R_{1}}{R_{2}}}={\frac {R_{3}}{R_{x}}}}, z čehož pak pro neznámý odpor {\displaystyle R_{x}={\frac {R_{3}R_{2}}{R_{1}}}}
Wheatstoneův můstek se používá i pro výchylková měření, kdy odpor {\displaystyle R_{x}} může být realizován například odporovým teploměrem, nebo odporovým tenzometrem. Výstupní napětí můstku (mezi body D a B) je pak nelineární funkcí velikosti odporu {\displaystyle R_{x}}.